# Генрих XXIV (князь Рейсс-Грейца)
Генрих XXIV (нем. Heinrich XXIV; 20 марта 1878, Грайц —14 октября 1927, Грайц) — имперский князь из дома Рейсс, правитель княжества Рейсс старшей линии в 1902—1918 годах. Последний мужской представитель рода Рейсс старшей линии

## Биография
Генрих XXIV был единственным сыном князя Генриха XXII Рейсс старшей линии и его жены Иды Матильды Шаумбург-Липпской, дочери князя Шаумбург-Липпе Адольфа I Георга. Он имел пять младших сестёр, четвёртая из них Гермина вторым браком вышла замуж за бывшего императора Вильгельма II. 
Генрих XXIV наследовал своему отцу после его смерти 19 апреля 1902 года. Однако, из-за своих физических и душевных недугов появившихся в результате несчастного случая в детстве, Генрих XXIV не мог управлять княжеством. Регентом при недееспособном князе стал его родственник — Генрих XIV, князь Рейсс младшей линии. Он оставался регентом до 15 октября 1908 года, когда его сменил сын Генрих XXVII (князь Рейсс младшей линии с 1913 года).
После падения монархии, замок Грайца был передан государству, но бывший князь сохранил право там проживать. Из-за детской травмы он так и не научился говорить, его описывали как высокого дружелюбного мужчину которого можно было часто встретить в лесах возле замка Бургк. Генрих XXIV умер от пневмонии 14 октября 1927 года, с ним пресеклась старшая линия дома Рейсс.